# 卡利姆诺斯岛
卡利姆诺斯岛（希臘語：Κάλυμνος）是爱琴海佐澤卡尼索斯群島中的一个希腊岛屿，位于博德鲁姆半岛以西，在科斯岛和丽洛斯岛之间，离罗得岛只有2-5个小时的海路。2001年岛内人口达到16,235人，仅次于科斯岛和罗得岛。据悉，该岛在希腊诸岛中居民是最富有的人口之一。 卡利姆诺斯岛大约是长方形，长21公里，宽13公里，总面积109平方公里。北边有一个半岛延伸的西北方向。主要港口是首府波夏（Pothia）。行政上该岛隶属于南愛琴大區卡利姆诺斯专区的卡利姆诺斯市镇。
该城的建筑多为意大利风格。在山顶俯瞰全城的是一个银色圆顶耶稣教堂（克里斯托） 和一座修道院，叫作圣萨瓦斯。当地首府波夏有两处安逸的沙滩，一处在港口西端是人造海滩，另一处在杰斐拉（Gefira）海湾 。
卡利姆诺斯岛海岸线曲折，有许多受保护的小海湾，也有一些泉水，其中一个是温泉。岛上生产橄榄，柑桔和葡萄。主要是山区，石灰石悬崖与众多的洞穴，有很好的攀岩条件，使它成为国际攀岩运动爱好者向往的目的地。最受欢迎的地方是在马索黎镇（Massouri）旁边的一面巨大的黄色岩壁，叫做"Grande Grotta"，上面的洞穴布满钟乳石。马索黎（Massouri）是岛上最热点的旅游村镇，那里面对耸立的特伦多斯小岛（Telendos），有长长的海滩，还有许多酒店、餐馆和丰富的夜间生活。谁要是想寻找一个安静的地方， 帕诺莫斯（Panormos）、安玻留斯（Emborios）和普拉蒂亚罗斯（Platis Gialos）也是很好的选择。东南部的小岛 – 塞利莫斯（Pserimos），也有许多美丽的沙滩。

## 友好城市
- 法國 阿尔勒